# Ait Ourir
Ait Ourir ou Aït Ourir (em árabe: آيت ورير; romaniz.: Āyt Urīr;  em tifinague: ⴰⵢⵜ ⵓⵔⵉⵔ) é uma cidade e município de Marrocos, que faz parte da província de Al Haouz e da região de Marraquexe-Safim.Em 2004 tinha 20 005 habitantes e estimava-se que em 2012 tivesse 28 849 habitantes.
Situa-se pouco mais de 30 km a leste de Marraquexe, na estrada que liga aquela cidade a Ouarzazate, na margem norte do rio Ourika, junto às vertentes do Alto Atlas.